# Coryphomys musseri
Coryphomys musseri — вимерлий вид гігантських пацюків, описаний у 2010 році. Він відомий лише за субкопалинами, знайденими на острові Тимор, Індонезія. Він пов'язаний з мишоподібними Нової Гвінеї та Румунії.
У 2015 році було оголошено про відкриття скам'янілостей «семи нових видів гігантських щурів», включаючи «найбільшого щура в історії» на острові Східний Тимор. Найбільший із цих пацюків важив «п'ять кілограмів, розміром із маленьку собаку».

## Вимирання
Схоже, вони вимерли між 1000 і 2000 роками тому (приблизно 1–1000 років нашої ери), можливо, через масштабну вирубку лісів для ведення сільського господарства. Люди, які вперше оселилися в Тиморі близько 46 000 років тому, також, ймовірно, їли цих пацюків як делікатес, що, можливо, стало причиною їхнього вимирання. C. musseri, ймовірно, перебував під загрозою зникнення в 1 році нашої ери, і вимер до 1000 року нашої ери.